# Azmar Airlines
Azmar Airlines — иракская чартерная авиакомпания со штаб-квартирой в городе Сулеймания.
Портом приписки авиакомпании и её главным транзитным узлом (хабом) является Международный аэропорт Сулеймания.

## Флот
По состоянию на январь 2008 года воздушный парк авиакомпании Azmar Airlines составляли следующие самолёты:
- 1 Boeing 737-200
- 2 McDonnell Douglas DC-9 (в управлении Jet Tran Air)